# Брванци
Брванци су насељено мјесто у Босни и Херцеговини у Општини Јајце које административно припада Федерацији Босне и Херцеговине. Према попису становништва из 1991. у насељу је живјело 87 становника.

## Становништво
Према попису становништва из 1991. године место је имало 87 становника.
| Националност | 1991.        |
| Срби         | 87 (100,00%) |
| Укупно       |              |